# Thomas Gainsborough
Thomas Gainsborough (Sudbury, Suffolk, 14 de maig de 1727 - Londres, 2 d'agost de 1788) fou un pintor anglès considerat com un dels grans mestres del retrat i del paisatge.

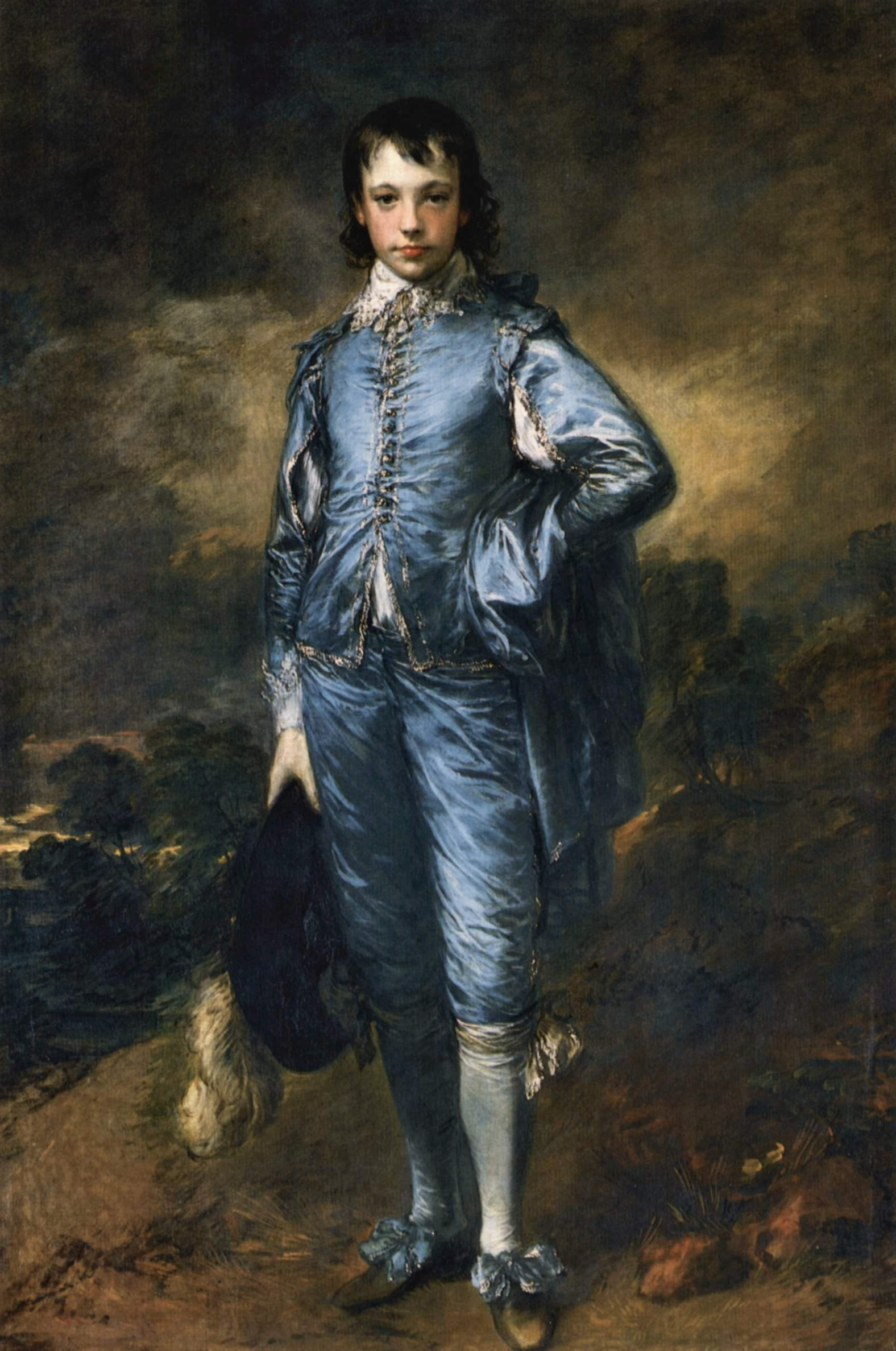
El noi blau pintat el 1770

Des de ben jove, va mostrar habilitats artístiques i, als quinze anys, va anar a estudiar dibuix i gravat a Londres amb el gravador francès Hubert François Gravelot. Més tard, va estudiar pintura amb Francis Hayman, pintor de temes històrics.
Mitjançant Gravelot (que havia estat deixeble del gran pintor francès Antoine Watteau), va rebre la influència de Watteau i, més endavant, també la d'artistes de l'escola flamenca i del pintor holandès Antoni van Dyck.
Entre 1745 i 1760 va viure i va treballar a Ipswich. Entre 1760 i 1774 va viure a Bath, balneari costaner de moda, on va pintar nombrosos retrats i paisatges.
El 1768 va ser elegit membre de la Royal Academy of Arts i, el 1774, el rei Jordi III del Regne Unit el va convidar a pintar el seu retrat i el de la reina consort: Carlota.
Aquell mateix any va fixar la seva residència a Londres. Va ser el pintor favorit de l'aristocràcia britànica i va aconseguir una gran fortuna amb els seus retrats.

## Obra

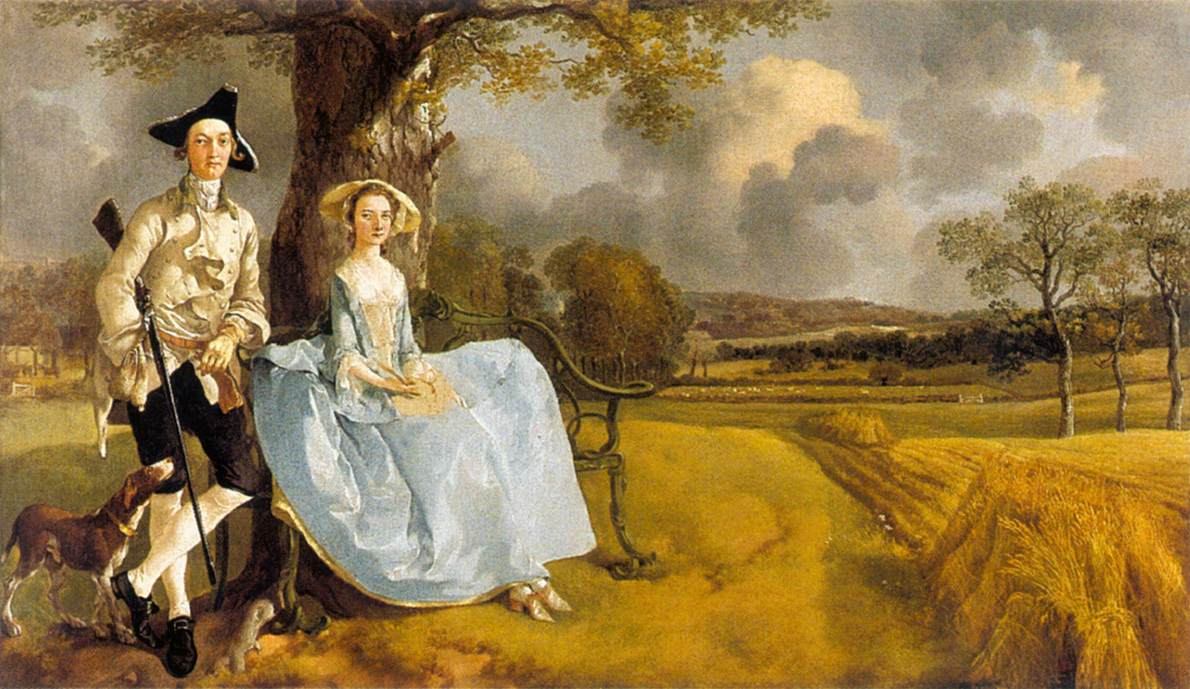
L'obra de Gainsborough El Sr. i la Sra. Andrews (1748-49), a la National Gallery a Londres, és l'obra més coneguda del seu període de Suffolk

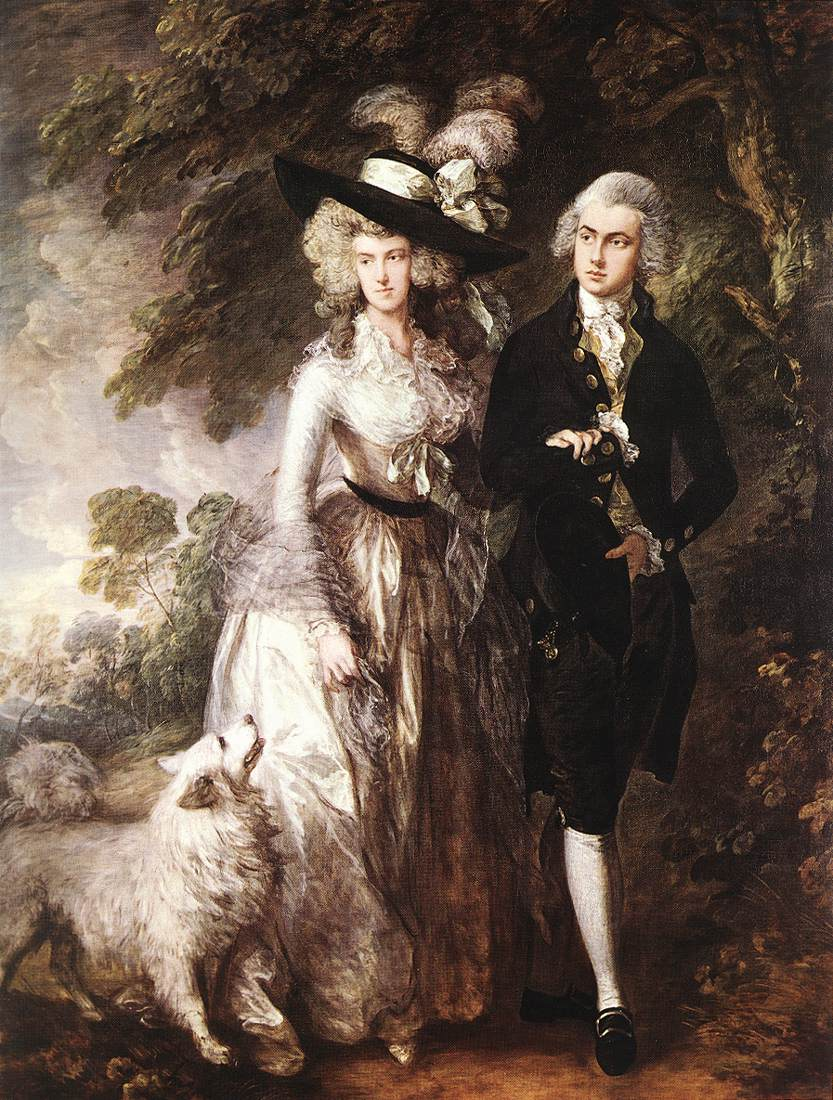
El Sr. i la Sra. William Hallett (1785) exemplifica l'estil de maduresa de Gainsborough

Realitzà més de mig miler d'obres, de les quals més de 200 són retrats. Es caracteritzen per la noble i refinada elegància de les figures, l'encant poètic i els colors freds, principalment verds i blaus, de pinzellada solta, prima i llarga en el traç.
Les seves obres estan imbuïdes de malenconia poètica, efecte aconseguit amb una llum molt tènue, clara reminiscència dels paisatges flamencs del segle xvii que tant el van influir.
Moltes vegades, va situar els seus retrats a l'aire lliure, per exemple: el d’El Senyor i la Senyora Andrews (c. 1750, National Gallery de Londres, Anglaterra) mostra les figures en un paisatge i és un dels primers exemples de la capacitat de Gainsborough per fusionar dos gèneres diferents creant una obra d'art harmoniosa.
El mateix pot dir-se del Retrat de les germanes Linley (1772, Galeria de Pintura de Dulwich), en el qual els càlids colors tardorals del bosc es fonen amb els colors dels vestits de les germanes de tal manera que els rostres semblen emergir de l'escenari que els envolta.
S'ha arribat a afirmar que aquesta relació entre els éssers humans i la natura deriva de l'obra literària de Henry Mackenzie, que descriu la persona de sentiments, i de Jean-Jacques Rousseau, que descrivia un amor apassionat per la natura i les idees del qual serien adoptades i posades en pràctica amb fervor pels poetes i pintors romàntics.
Gainsborough va pintar també paisatges sense figures, sobretot boscos o camps oberts i agrestos, entre els quals destaquen Bosc de Cornard (1748), L'abeurador (c. 1777), i La carreta del mercat (1786), tots aquests a la National Gallery de Londres.

Altres dels seus retrats importants són Sara Buxton (1776-1777, Museu Thyssen-Bornemisza, Madrid, El metge Isaac Henrique Sequeira (Museu del Prado, Madrid), La família Baillie (1784), La senyora Siddons (1785) i El passeig matinal (1785-1786), aquests últims a la National Gallery.
De la senyora Siddons, també existeix un famós retrat, La senyora Siddons en el seu paper de musa tràgica (1784) de Joshua Reynolds, retratista contemporani de Gainsborough. Destaquen també Perdita Robinson (1781, Wallace collection, Londres), L'honorable Francis Duncombe (c. 1777, col·lecció Frick, Nova York), La senyora Tenant (1786-1787 Museu Metropolità d'Art, Nova York), i n'hi ha molts en col·leccions privades, entre els quals s'inclou El nen blau (c. 1779, Col·lecció Huntington, San Marino, Califòrnia).
També va realitzar nombrosos dibuixos i gravats a l'aiguafort. L'artista va treballar igualment la litofania: un sistema de "projecció" d'imatges amb pantalles de cera recoberta de porcellana, a través de la qual es filtrava la llum.